# Metro de Toronto

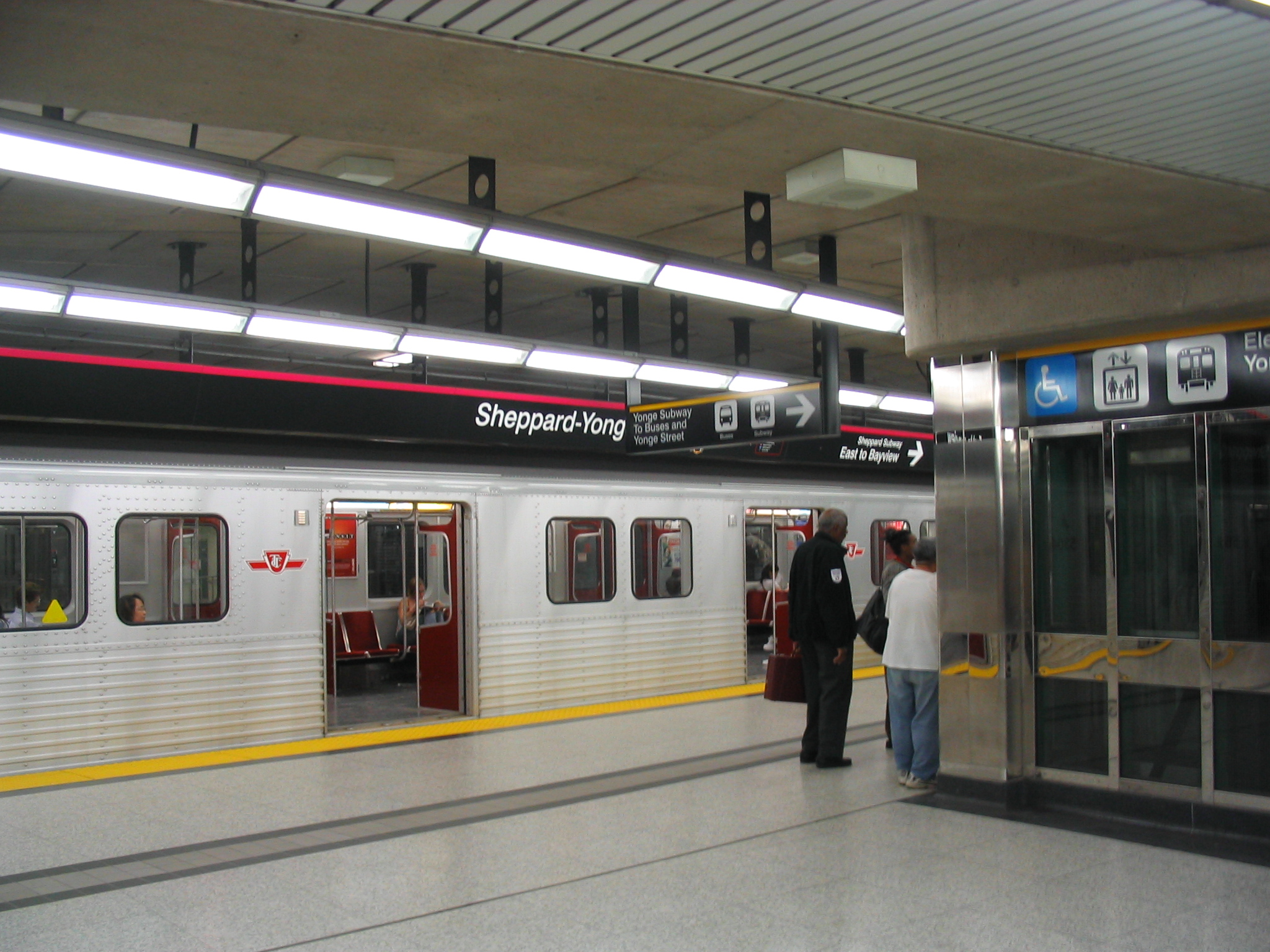
La estación Sheppard-Yonge del Metro de Toronto.

El Metro de Toronto (en inglés, Toronto subway) es un sistema de ferrocarril metropolitano que da servicio a Toronto y a la ciudad vecina de Vaughan, en Ontario, Canadá. A fecha de 2021, la red comprende 76,9 kilómetros de extensión y un total de 75 estaciones, repartidas en cuatro líneas diferentes. Otras dos líneas, que circularán tanto en superficie como de forma subterránea, se encuentran actualmente en construcción.
Fue el primer sistema de metro del país, siendo inaugurado en 1954 con el nombre de ″Yonge subway″, al circular en su totalidad bajo la calle Yonge, entre Union Station y Eglinton.

## Líneas
| Línea            | Estaciones | Longitud | Inauguración | Tipo         |
| ---------------- | ---------- | -------- | ------------ | ------------ |
| Yonge–University | 38         | 38,8 km  | 1954         | Metro        |
| Bloor–Danforth   | 31         | 26,2 km  | 1966         | Metro        |
| Sheppard         | 5          | 5,5 km   | 2002         | Metro        |
| En construcción  |            |          |              |              |
| Eglinton         | 25         | 19 km    | 2025 (est.)  | Tren ligero  |
| Finch West       | 18         | 11 km    | 2025 (est.)  | Tren ligero  |
| Línea cerrada    |            |          |              |              |
| Scarborough      | 6          | 6,4 km   | 1985         | Metro ligero |

La TTC (Toronto Transit Commission) administra un sistema de metro compuesto por cuatro líneas:
- Línea 1 Yonge-University, establecida en 1954, la primera línea de metro de la ciudad, con forma de U y que discurre en sentido norte-sur, principalmente a lo largo de la Yonge Street, de la University Avenue y de la Allen Road;
- Línea 2 Bloor-Danforth, establecida en 1966, una vía este-oeste, a lo largo de la Bloor Street y de la Danforth Avenue;
- Línea 3 Scarborough, establecida en 1985; cerrada en 2023;[2]
- Línea 4 Sheppard, una línea este-oeste, establecida en 2002, a lo largo de la Sheppard Avenue.

Las tres primeras son líneas de metro convencional que utilizan la misma tecnología, mientras que la Scarborough RT tiene notables diferencias con respecto a las otras tres. El metro de Toronto es uno de los medios de transporte más populares de la ciudad, la espina dorsal de su sistema de transporte público.
Los trenes funcionan aproximadamente cada 3 a 6 minutos y todas las líneas de tranvía operan regularmente de cada dos a cinco minutos.

### Líneas en construcción
A fecha de enero de 2021 se encuentran en construcción dos líneas:
- Línea 5 Eglinton (también conocida como Eglinton Crosstown): discurrirá en sentido este-oeste a través de la Avenida Eglinton. Tendrá 19 kilómetros, 25 estaciones y se espera que esté completada en 2022.[3]
- Línea 6 Finch West (también conocida como Finch West LRT): discurrirá a través de la Avenida Finch. Tendrá 11 kilómetros, 18 estaciones y se prevé su inauguración para 2023.[4]

## Historia
| Fecha                   | Evento |
| ----------------------- | --- |
| 30 de marzo de 1954     | La línea 1 fue inaugurada entre las estaciones Eglinton y Union con el nombre de ″Yonge subway″; esta fue la primera línea de metro de Canadá.        |
| 28 de febrero de 1963   | La primera extensión de la línea 1 abrió entre las estaciones Union y St. George.                                                                     |
| 25 de febrero de 1966   | La línea 2 fue inaugurada entre las estaciones Keele y Woodbine.                                                                                      |
| 10 de mayo de 1968      | Dos extensiones de la línea 2 abrieron: una extensión entre las estaciones Keele y Islington y una extensión entre las estaciones Woodbine y Warden.  |
| 30 de marzo de 1973     | La línea 1 fue extendida de la estación Eglinton a la estación York Mills.                                                                            |
| 29 de marzo de 1974     | La línea 1 fue extendida de la estación York Mils a la estación Finch.                                                                                |
| 27 de enero de 1978     | La línea 1 fue extendida de la estación St. George a la estación Wilson.                                                                              |
| 21 de noviembre de 1980 | Dos extensiones de la línea 2 abrieron: una extensión entre las estaciones Islington y Kipling y una extensión entre las estaciones Warden y Kennedy. |
| 22 de marzo de 1985     | La línea 3 fue inaugurada entre las estaciones Kennedy y McCowan.                                                                                     |
| 18 de junio de 1987     | La estación North York Centre fue inaugurada en la línea 1; la estación fue construido entre las estaciones Finch y Sheppard-Yonge.                   |
| 31 de marzo de 1996     | La línea 1 fue extendida de la estación Wilson a la estación Sheppard West.                                                                           |
| 22 de noviembre de 2002 | La línea 4 comenzó operaciones entre las estaciones Sheppard–Yonge y Don Mills.                                                                       |
| 17 de diciembre de 2017 | La extensión noroeste de la línea 1 entre Toronto y York fue inaugurada entre las estaciones Sheppard West y Vaughan Metropolitan Centre.             |
| 24 de julio de 2023     | Tras el descarrilamiento, la línea 3 fue cerrada permanentemente y reemplazada por autobuses.                                                         |

## Seguridad
Datos generales relacionados con la seguridad del sistema de transporte público de Toronto:
- La TTC emplea a personal especializado (special constables), que tienen los mismos poderes que la policía de Toronto.
- Todas las partes de espera de las estaciones de metro de la TTC tienen un área, la Designated Waiting Area (Área Designada para la Espera, abreviada en DWA), que disponen de cámaras de seguridad e interfonos. Otras cámaras se instalan en lugares como en donde se efectúa el cobro de las tarifas.
- Botones de alarma (en negro y amarillo) en los trenes del sistema de metro. Son en total más de 800 cámaras.